# Valdezarza (métro de Madrid)
Valdezarza est une station de la ligne 7 du métro de Madrid, en Espagne. Elle est établie sous la rue San Restituto, dans le quartier de Valdezarza, de l'arrondissement de Moncloa-Aravaca.

## Situation sur le réseau
La station se situe entre Antonio Machado au nord et Francos Rodríguez au sud.

## Histoire
La station est ouverte aux voyageurs le 12 février 1999, lors de la mise en service d'un nouveau tronçon de la ligne 7 depuis Canal. Elle est brièvement le terminus de la ligne jusqu'au 29 mars suivant quand celle-ci est de nouveau prolongée jusqu'à Pitis.

## Services aux voyageurs

### Accès et accueil
La station possède trois accès par des escaliers et des escaliers mécaniques, ainsi qu'un quatrième direct depuis l'extérieur par ascenseur.